# Atlehuaya
Atlehuaya är en ort i Mexiko.   Den ligger i kommunen Atlahuilco och delstaten Veracruz, i den sydöstra delen av landet, 220 km öster om huvudstaden Mexico City. Atlehuaya ligger 2 433 meter över havet och antalet invånare är 379.
Terrängen runt Atlehuaya är kuperad åt sydost, men åt nordväst är den bergig. Runt Atlehuaya är det ganska tätbefolkat, med 93 invånare per kvadratkilometer. Närmaste större samhälle är Orizaba, 16,1 km norr om Atlehuaya. I omgivningarna runt Atlehuaya växer i huvudsak blandskog.